# Закінчення
Закі́нчення (фле́ксія, лат. exitus, англ. flexion) — змінна звукова частина змінюваного слова. Відсутність звукового закінчення заведено називати нульовим закінченням.
Закінчення додаються до основи слова і виражають його граматичне значення (особу, час, рід, відмінок тощо), а також зв'язують слова у словосполучення та речення.
Незмінювані слова не мають закінчень. До незмінюваних слів належать:
1) незмінні іменники іншомовного походження (таксі, кіно тощо);
2) прислівники;
3) дієприслівники;
4) числівники;
5) неозначена форма дієслова (говорити, купатись, танцювати);
6) абревіатури (ООН, МЗС);
7) службові частини мови (прийменник, сполучник, частка);
8) вигуки.